# HJCK
HJCK fue una estación de radio privada colombiana, cuya programación era cultural. Se transmitió en la frecuencia FM en el 89.9 MHz en Bogotá desde 1977 hasta 2005. Desde entonces se convirtió en una emisora virtual. Su frecuencia 89.9 FM fue arrendada en 2006 a Caracol Radio, y en 2015 fue adquirida por Caracol Televisión, para la emisora de Blu Radio. HJCK dejó de transmitir de forma definitiva el 31 de julio de 2025.
Fue la primera emisora radial cultural privada en Colombia.

## Historia
Fue fundada el 15 de septiembre de 1950 por Eduardo Caballero Calderón, Hernando y Alfonso Martínez Rueda, Alfonso Peñaranda, Gonzalo Rueda Caro y Álvaro Castaño Castillo. Tiempo después entraron Hernán Mejía Vélez, Enrique Lara Hernández y Santiago Salazar Santos. Su propósito fue elevar el nivel cultural de la radio colombiana. Se vincularon en ella muchas otras personas, empezando por la peroodista Gloria Valencia de Castaño. El primer dial era el de la desaparecida Emisora Nueva Granada y su primer local estaba ubicado sobre la carrera 7 entre calles 16 y 17 en el centro de Bogotá. 
Hasta esa fecha no había en Colombia una emisora privada que, sin vinculación alguna con el Estado, en el que se propusiera a divulgar los temas de la cultura de Colombia y el mundo en forma sistemática y permanente. A lo largo de su existencia, la emisora no ha modificado este propósito. 
Sus transmisiones iniciales fueron en la banda de AM en la frecuencia 1160 kHz, pero luego fue trasladada a los 89.9 MHz de la frecuencia modulada (FM) en 1977, para evitar las interferencias de su señal con las señales de Radio Cordillera de Todelar y la desaparecida Radio Sutatenza. 
Desde 2005 se transmite únicamente por internet, luego de que se le arrendara la frecuencia 89.9 MHz para la emisora Los 40 Principales Bogotá de la cadena Caracol Radio en el año 2005.
En octubre de 2015 se anunció la compra de Radial Bogotá, S.A., propietaria de HJCK, por parte de Caracol Televisión; luego de varias controversias jurídicas sobre el arrendamiento de la estación radial; entre las partes se decidió terminar dicho arrendamiento cediendo por parte del Grupo Prisa (dueña de Caracol Radio) la frecuencia a los nuevos propietarios. El 1 de junio de 2016 se instala la señal de Blu Radio, mientras que Los 40 Principales pasó nuevamente a su anterior frecuencia ubicada en los 97.4 F.M.

## Programación
A lo largo de su historia se dedicó a emitir música clásica y programas culturales. Desde el 15 de febrero de 2000, HJCK añadió a su programación musical de géneros como el blues, el jazz, el bossa nova, el son cubano y el rock clásico.
Su labor también se refleja en el desarrollo de las radionovelas como Bach: El Viejo peluca y Beethoven: Locura Genial. Al mismo tiempo se desarrolla un programa en Caracol Radio los domingos en la noche, en donde muestra lo más importante de su programación.
HJCK tenía su franja informativa que se presentaban, de lunes a viernes, con los siguientes noticieros como: 
- Noticias económicas (13:00), en colaboración con la Promotora Bursátil
- Noticiero cultural (17:50), con el registro de la actividad cultural en Bogotá.

## Algunos desarrollos y proyectos desarrollados por la HJCK
En forma paralela a su función puramente radial, la emisora ha creado:
1. La serie discográfica Colección Literaria HJCK, que en la actualidad se está presentando en casetes y discos compactos. Esta serie ofrece con criterio antológico las voces de los más importantes poetas y escritores colombianos y de otros países. En la serie figura, por ejemplo, la primera grabación discográfica realizada por Jorge Luis Borges.
2. La emisora abre año tras año su stand en la Feria Internacional del Libro donde presenta las casetes y discos compactos mencionados.
3. La HJCK legó a la Casa de Poesía Silva copia de su archivo de Voces de poetas, que se pueden escuchar en la Sala HJCK de la mencionada casa.
4. En los últimos meses del año 1985 se realizaron por encargo de Fundalectura las "Tertulias Literarias", una serie de 10 programas que con utilización de las voces provenientes del Archivo Sonoro de la HJCK presentarían semblanzas biográficas de los siguientes escritores latinoamericanos: Carlos Fuentes, Pablo Neruda, Gabriel García Márquez, María Mercedes Carranza, Raúl Gómez Jattin, Julio Cortázar, Mario Vargas Llosa, Juan Rulfo, León de Greiff y Piedad Bonnett.
5. La emisora HJCK está masterizando su Archivo de voces, el cual será adquirido por el Banco de la República de Colombia, para enriquecer su patrimonio.

En 2015, la Radio Nacional de Colombia transmitió semanalmente el programa HJCK en la memoria.

## HJCK en la Internet
La página web comenzó su muestra al mundo en 2002, en donde se mostró hasta 1986 su programación en FM. 
Desde el 21 de noviembre de 2005 la emisora HJCK dejó su frecuencia de 89.9 MHz en el dial para trasladarse a internet, debido a su bajo nivel de patrocinio y una reducción importante en sus niveles de audiencia. Después de su traslado a Internet, la emisora ha podido recobrar una parte de su audiencia.[cita requerida] La frecuencia 89.9 MHz fue arrendada por un periodo de 5 a 11 años al Grupo Prisa, en donde transmitía Los 40 Principales Bogotá.
Este cambio de escenario no alteraba en absoluto el propósito de la divulgación cultural y de la defensa de los altos intereses del espíritu que han caracterizado a la emisora desde el 18 de septiembre de 1931 cuando salió al aire con la consigna de “levantar el nivel cultural de la radio comercial en Colombia”, compromiso reflejado en su programación.

## Cierre
Después de 75 años, 20 de ellos emitiéndose por internet, el 30 de julio de 2025 la emisora HJCK anunció de manera sorpresiva a través de sus redes sociales oficiales que dejaba de emitir su programación a partir de la medianoche de ese día, marcando así el cierre de uno de los proyectos radiofónicos más longevos del país, desconociendo los motivos por los cuales se produce dicha decisión; A pesar del cierre, aseguraron que el archivo construido por la emisora, que cuenta con más de 30 000 registros de audio, permanecerá disponible en plataformas como Spotify, además del material físico que esta conservado por el proyecto Señal Memoria de RTVC.